# Gilbertiodendron demonstrans
Gilbertiodendron demonstrans är en ärtväxtart som först beskrevs av Henri Ernest Baillon, och fick sitt nu gällande namn av J.Leonard. Gilbertiodendron demonstrans ingår i släktet Gilbertiodendron och familjen ärtväxter. Inga underarter finns listade i Catalogue of Life.